# Перквин, Эстер Наоми

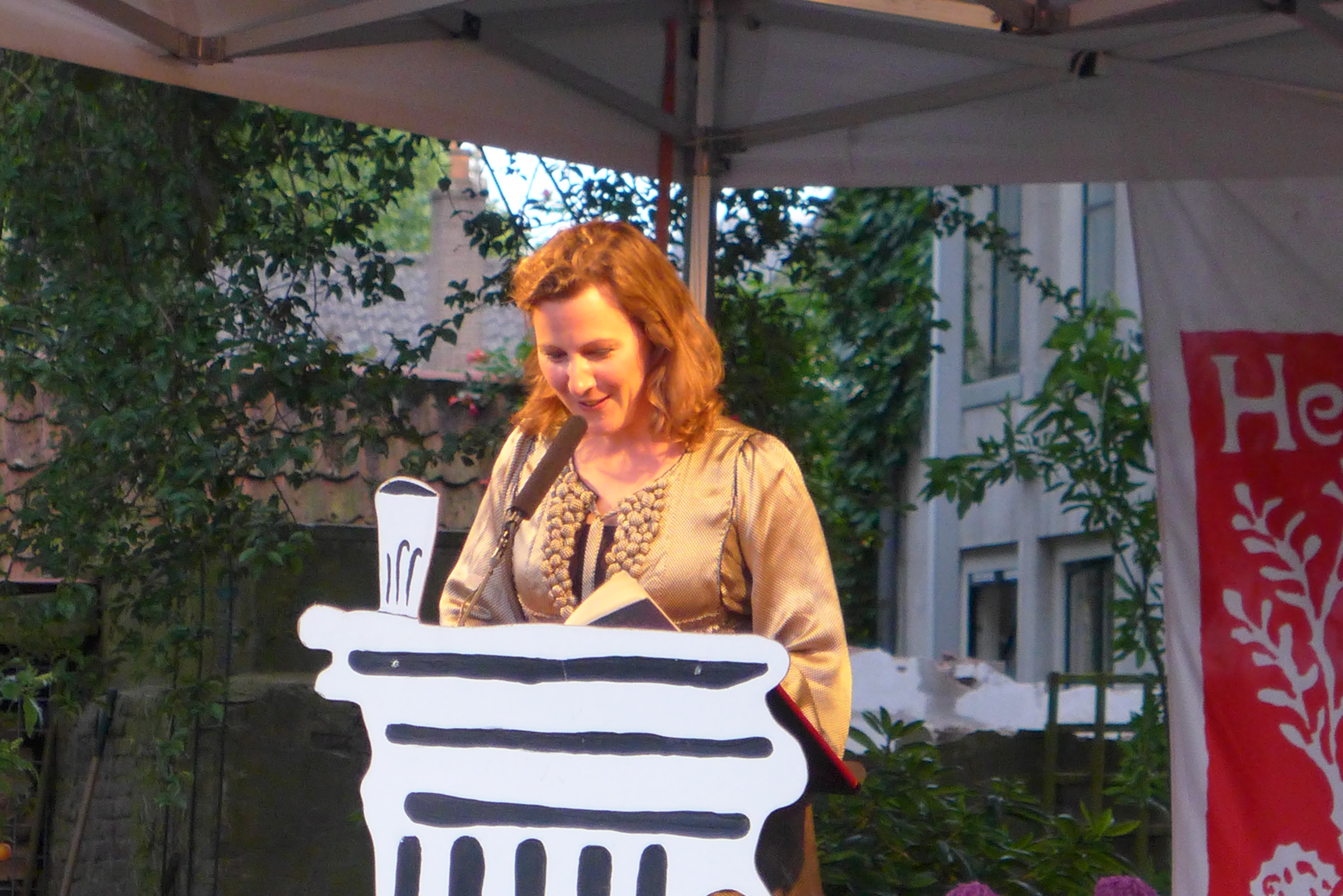
Эстер Наоми Перквин (2015)

Эстер Наоми Перквин (нидерл. Ester Naomi Perquin, 16 января 1980, Утрехт) — нидерландская поэтесса.

## Биография
Выросла в Зеландии. Училась в Амстердамской школе литературного мастерства, работала в тюрьме, чтобы оплатить учебу. Печаталась в прессе, работала на радио, в 2008—2013 служила редактором, издавала литературный журнал Tirade. Ярко дебютировала книгой стихов в 2007.

## Книги стихов
- Приспущенные салфетки (Servetten halfstok), 2007 (номинация на C. Buddingh'-prijs и Jo Peters Poëzieprijs)
- От имени другого (Namens de ander), 2009 (Jo Peters Poëzieprijs 2010, J.C. Bloem-poëzieprijs 2011, номинация на Hugues C. Pernath-prijs)
- Досмотр камер (Celinspecties), 2012 (VSB Poëzieprijs, лаудацию см.: )
- Множественное отсутствие (Meervoudig afwezig), 2017

## Признание
Номинант и лауреат нескольких крупных национальных премий. В рамках Дня поэзии Нидерландов и Фландрии (2011) на два года получила почетное звание поэта города Роттердам ().